# We Keep on Rockin’
"We Keep on Rockin’" – pierwszy singel promujący trzeci studyjny album zespołu Alcazar pt. Disco Defenders. Wydany został w roku 2008 na świecie, a w 2009 w Polsce. Autorem kompozycji jest Anders Hansson, utwór utrzymany jest w klimacie muzyki eurodance.
W Szwecji, rodzimym państwie członków grupy Alcazar, singlowi przyznano certyfikat złota.

## Zawartość singla
1. "Radio Edit" – 3:36
2. "Extended Mix" – 6:36
3. "FL Club Mix" – 3:50
4. "FL On the Rocks Version" – 3:09
5. "Belotto & Cabrera Club Mix" – 4:28